# Vinegar Hill (Brooklyn)
Vinegar Hill es un barrio en el distrito de Brooklyn en Nueva York (Estados Unidos). Se encuentra en la dársena del río Este entre DUMBO y el Astillero Naval de Brooklyn. El barrio es parte del Brooklyn Community Board 2, y está servido por el 84.º distrito policial del Departamento de Policía de Nueva York.
Vinegar Hill recibe su nombre de la Batalla de Vinegar Hill, un enfrentamiento cerca de Enniscorthy durante la Rebelión irlandesa de 1798. Originalmente ocupada por los irlandeses, esta comunidad ha mantenido su estilo del siglo XIX mientras se establece la modernización y el desarrollo en otros lugares. 
Vinegar Hill se extiende desde las orillas del río Este hasta la calle Front, y desde el Astillero Naval de Brooklyn hasta la calle Bridge, abarcando una zona de seis manzanas, aunque antes de la construcción de la Brooklyn-Queens Expressway, en la década de 1950, el área de Vinegar Hill era significativamente mayor, extendiéndose al sur de la calle Tillary. 
La mayor parte de Vinegar Hill consiste de viviendas del siglo XIX de estilo federal y neogriego mezcladas con edificios industriales. Las calles en la avenidas Hudson, Plymouth, Water y Front están hechas de adoquín.
La zona de Vinegar Hill incluye el Distrito Histórico de Vinegar Hill y allí se encuentra la subestación Consolidated Edison Hudson Ave.
En la esquina de las calles Evans y Little se encuentra la Casa del Comandante o Quarters A, una mansión de estilo federal en la que vivió el comodoro Matthew C. Perry y que fue diseñada por Charles Bulfinch en asociación con John McComb, Jr.